# المخراق (الخبت)

تعديل مصدري - تعديل

المخراق هي إحدى قرى عزلة عبان بمديرية الخبت التابعة لمحافظة المحويت، بلغ تعداد سكانها 189 نسمة حسب تعداد اليمن لعام 2004.